# Original Motion Picture Soundtrack: Milk
Original Motion Picture Soundtrack: Milk è la colonna sonora del film di Gus Van Sant del 2008 Milk, interpretato da Sean Penn. Il film è stato candidato a 8 premi Oscar.
La colonna sonora si basa interamente sulle musiche sinfoniche composte da Danny Elfman, con l'aggiunta di brani popolari degli anni settanta, come Queen Bitch di David Bowie e You Make Me Feel (Mighty Real) di Sylvester e una versione ad opera degli Swingle Singers del Preludio n. 7 in mi bemolle di Bach. I pezzi composti da Elfman hanno una forte somiglianza con il minimalismo di Philip Glass, sottolineando i momenti malinconici, drammatici e vittoriosi di Harvey Milk.

## Tracce
1. "Queen Bitch" - David Bowie – 3:16
2. "Everyday People" - Sly & the Family Stone – 2:23
3. "Rock The Boat" - Hues Corporation – 3:20
4. "You Make Me Feel (Mighty Real)" - Sylvester – 6:36
5. "Hello, Hello" - Sopwith Camel – 2:26
6. "Well Tempered Clavier" (Bach) - Swingle Singers – 2:42
7. Main Titles – 3:08
8. Harvey's Theme 1 – 1:13
9. Harvey's Will – 1:43
10. The Castro – 1:01
11. The Kiss – 0:47
12. Politics Is Theater – 3:17
13. New Hope – 1:48
14. Harvey Wins – 0:34
15. Proposition 6 – 1:27
16. Repealed Rights – 1:06
17. Gay Rights Now! – 2:22
18. Dog Poo – 0:27
19. Vote Passes – 0:56
20. Briggs Pushing - 0:47
21. The Debates – 2:51
22. Weepy Donuts – 0:54
23. Harvey's Last Day – 3:13
24. Give 'Em Hope – 4:44
25. Postscript – 2:06
26. Harvey's Theme 2 – 1:02
27. Anita's Theme – 0:55
28. Main Titles (Sax Solo) – 2:33